# Земко, Евгений Дмитриевич
Евге́ний Дми́триевич Земко́ (бел. Яўген Дзмітрыевіч Зямко; род. 16 февраля 1996, Витебск) — белорусский футболист, выступающий на позициях опорного полузащитника и центрального защитника. Игрок клуба КДВ.

## Клубная карьера
Начинал заниматься футболом в родном Витебске. Воспитанник академии «ФК Витебск». В выпускном классе перешел в состав могилёвского «Днепра».После вылета команды с высшей лиги, игрок заключил контракт с «Витебском», но за основную команду не выступал. В 2016 году Земко на правах аренды отыграл часть сезона за «Гранит». За него в Высшей лиге он провел девять матчей. После же перебрался в стан «нефтяников» из Новополоцка и защищал цвета местного коллектива на протяжении двух сезонов в высшей и первой лиги. В августе 2020 года Земко перебрался в Россию, где он пополнил ряды клуба ПФЛ «Муром».
В июле 2022 года перешёл в мозырскую «Славию». Дебютировал за клуб 31 июля 2022 года в матче Кубка Беларуси против могилёвского «Днепра», где также отличился и дебютным голом. Первый матч за клуб в Высшей Лиге сыграл 7 августа 2022 года против борисовского БАТЭ, выйдя на замену в начале второго тайма. В ноябре 2022 года покинул клуб по окончании срока действия контракта.
В феврале 2023 года присоединился к казахстанскому кубу «Аксу».
В феврале 2024 года футболист перешёл в жодинское «Торпедо-БелАЗ».

## Достижения
«Торпедо-БелАЗ»
- Обладатель Суперкубка Беларуси: 2024